# 伊泽海姆
伊泽海姆（荷蘭語：Izegem，荷蘭語發音：[ˈizəɣɛm]）是比利时弗拉芒大區西佛兰德省鲁瑟拉勒区的一座城市，通行荷蘭語，是弗拉芒社群的一部分，面积25.63平方千米，人口28,845人（2022年1月1日）。